# Tetraodon biocellatus
Tetraodon biocellatus е вид лъчеперка от семейство Tetraodontidae. Видът не е застрашен от изчезване.

## Разпространение
Разпространен е в Индонезия (Калимантан), Камбоджа и Малайзия (Западна Малайзия и Саравак).

## Описание
На дължина достигат до 8 cm.
Популацията на вида е стабилна.